# 施設作業車

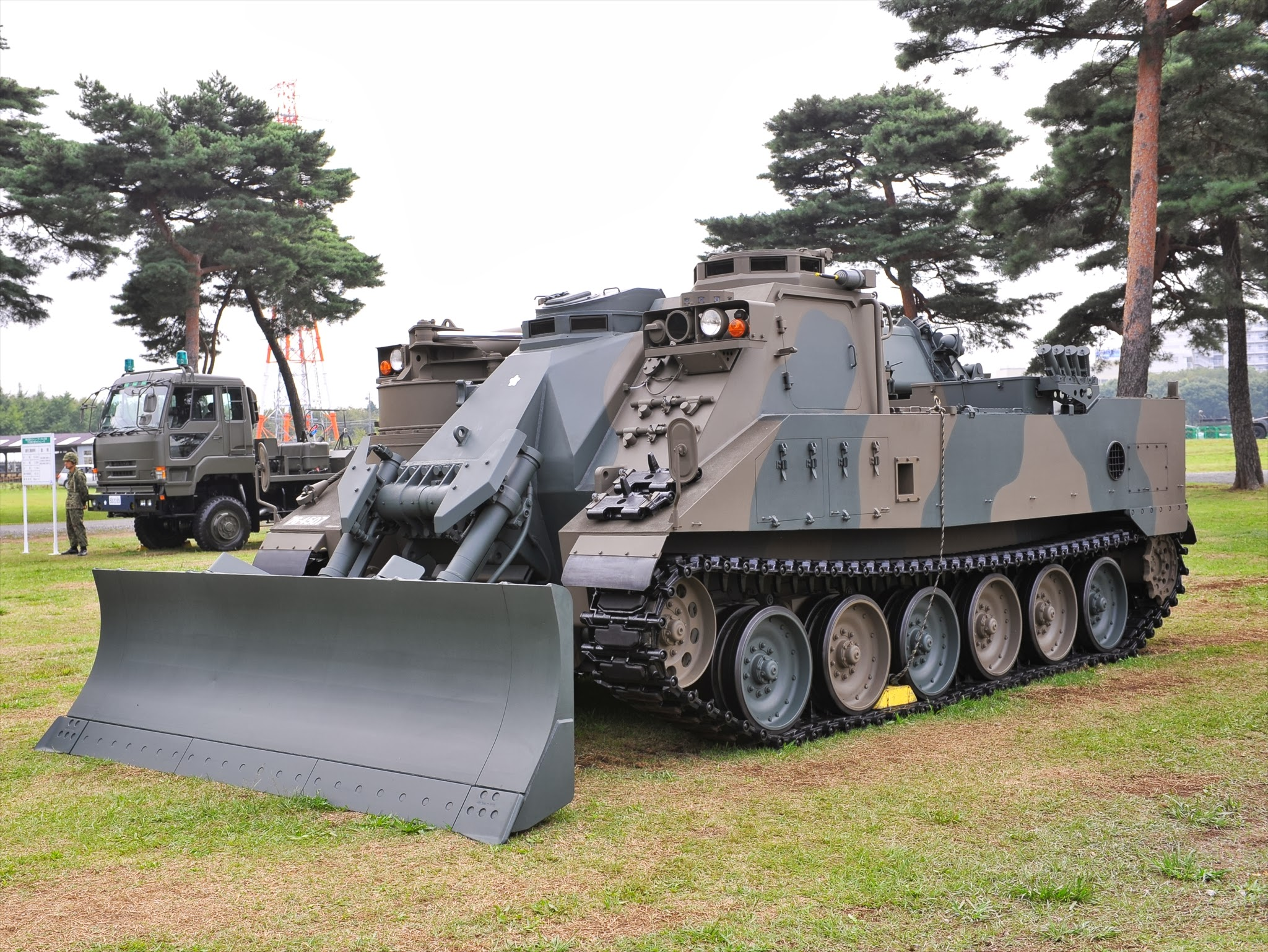
施設作業車

施設作業車（しせつさぎょうしゃ）は、陸上自衛隊の装備する装甲工兵車両である。

## 概要
75式ドーザの後継装備として開発された土木作業車両で、73式けん引車の派生型車両である。

## 設計
ドーザーブレードに加えて伸縮式のショベルアームを装備している。これにより、従来のブルドーザーのような排土・整地作業だけではなく塹壕などの障害除去や陣地構築なども可能となっている。ショベルアームはマニュアルによる操作だけではなくコンピューター制御による自律作業も可能であり、事前に定められた手順に従って自動的に塹壕や掩体壕を掘削・構築することが可能となっている。火器は装備されていないが、最前線で作業中に飛来して来る可能性のある対戦車ミサイルなどへの備えとして、レーザー検知機、76mm発煙弾4連装発射機（発煙弾発射機）2基を搭載している。

## 配備
1999年（平成11年）度より配備が行われ、13両が生産された。主な配備先は、施設学校や教育支援施設隊の他、北部方面隊の部隊など（施設科・戦車連隊の本部管理中隊）へ配備されている。その一方で75式ドーザの置き換えがすすまないこともあり、これらをまとめて置き換える目的に、後継装備として23式ドーザ（開発名称：ドーザ （装甲付き））が開発された。

## 諸元・性能
- 全長：8.88m
- 全幅：3.77m
- 全高：2.77m
- 重量：28.6t
- 時速：50km/h
- 乗員：2名
- 製作：小松製作所、日立製作所（車体）

## ギャラリー

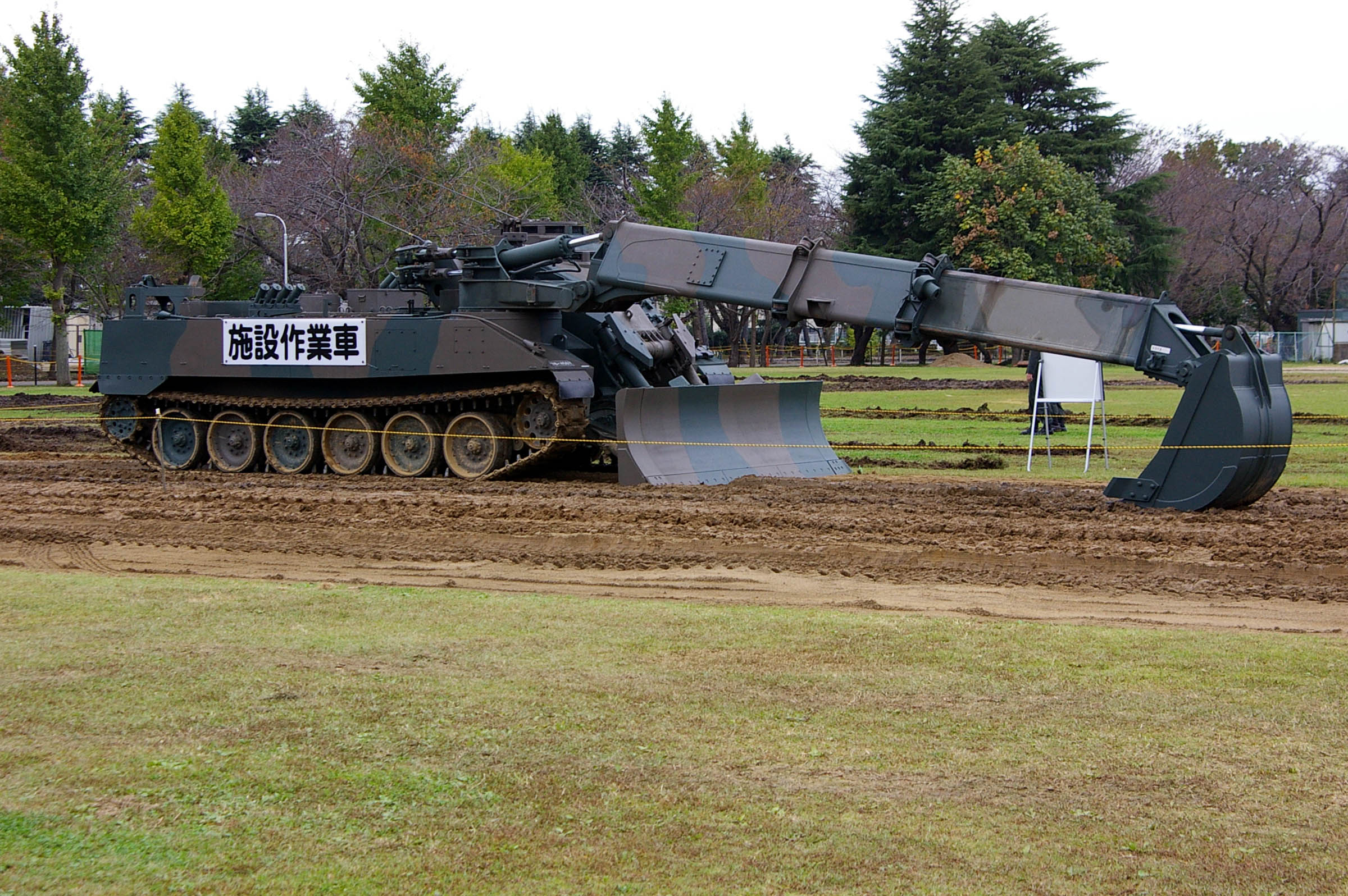
アーム展開状態
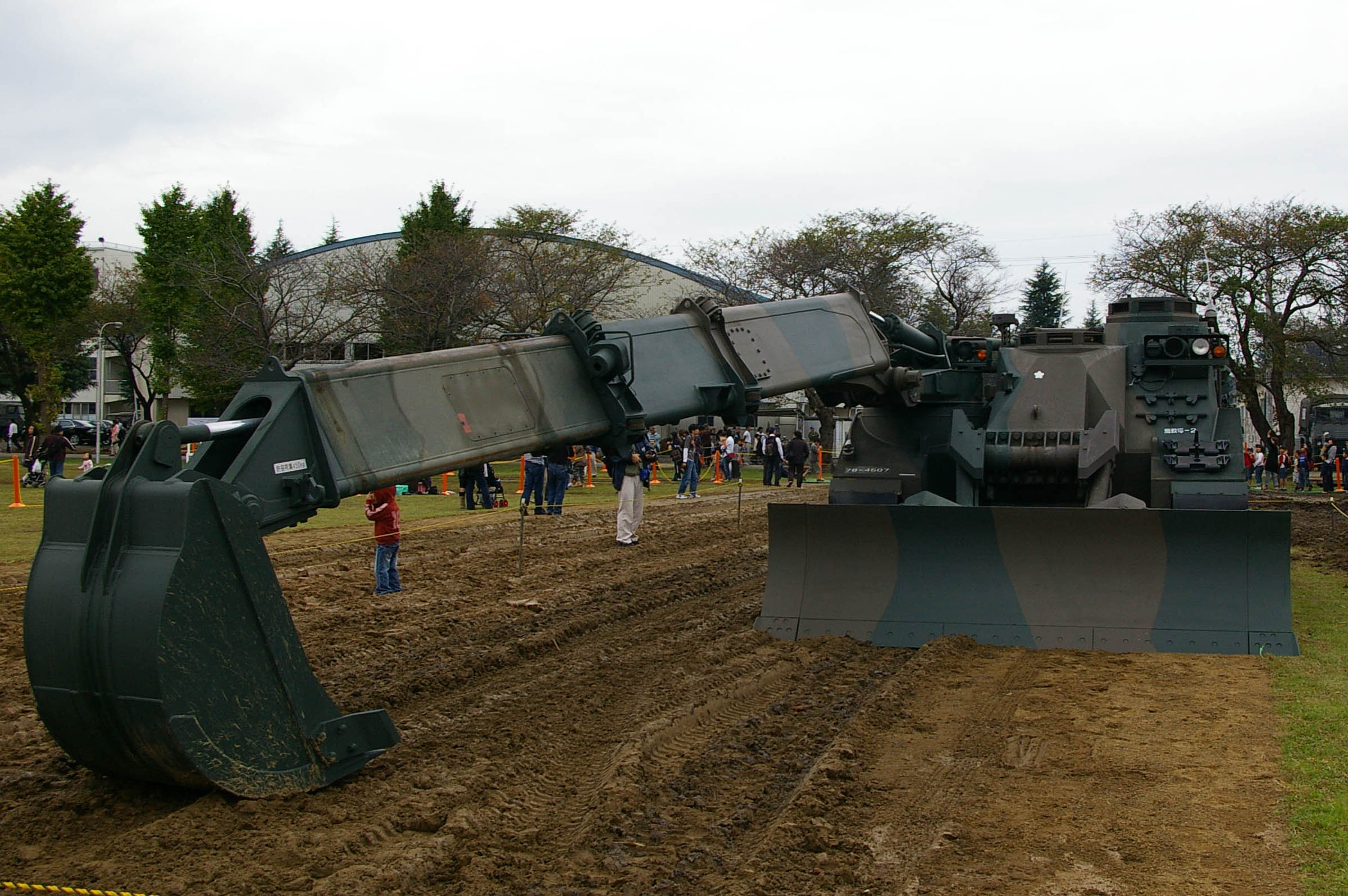
アーム展開状態
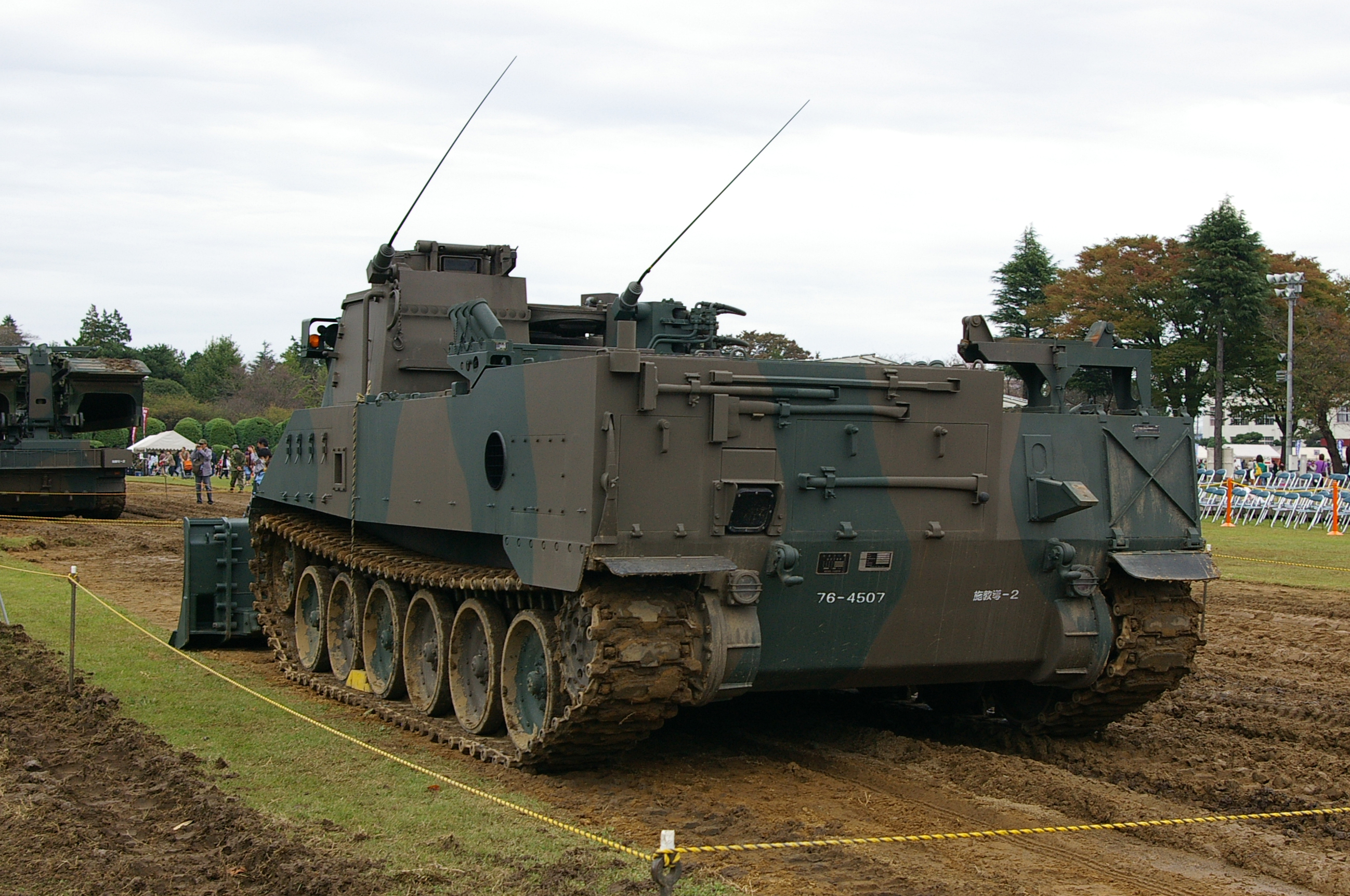
後部

## 登場作品
『戦国自衛隊1549』
小説版で戦国時代にタイムスリップした桜衆の装備として登場。富士山の地脈に繋がる大穴を掘る作業に使われていた。
『超空自衛隊』
おおすみ型輸送艦「おおすみ」に乗ってオーストラリアへ災害派遣に向かう途中で、第二次世界大戦時にタイムスリップしてしまった陸上自衛隊の施設科部隊の装備として登場。施設科部隊であるため戦闘車両がほとんどないなか、数少ない装甲戦力として活躍する。作中では、ドーザーブレードやショベルアームを駆使して戦車に立ち向かったり、鹵獲したブローニングM2重機関銃を積んで射撃を行っている。